# Listenable Records
Listenable Records je francouzské hudební vydavatelství založené v devadesátých letech 20. století (databáze Encyclopaedia Metallum a Rate Your Music uvádějí rok založení 1991) Laurentem Merlem ve městě Le Portel v regionu Hauts-de-France. Specializuje se na extrémní metal.

## Kapely
Seznam vybraných kapel, jejichž desky vyšly u Listenable Records:
- Abhorrence
- Aborted
- Abscess
- Adagio
- Amaran
- Ancient
- Angtoria
- Anorexia Nervosa
- Armageddon
- Betraying the Martyrs
- Bloodjinn
- Blind Dog
- Centurian
- Crest of Darkness
- Crisix
- Crystal Viper
- Demise
- Deranged
- Destructor
- Devilyn
- Diabolique
- Divine Rapture
- Exhumed
- Gardenian
- General Surgery
- Gojira[1]
- Gorod
- Grief of Emerald
- Hacride
- Hate
- Hellish Outcast
- Horned God
- Immolation
- Incantation
- Jigsore Terror
- Koldborn
- Kruger
- Loudblast
- Luciferion
- Lyzanxia
- Mahatma
- Marionette
- Mors Principium Est
- Mutant
- Nail Within
- Noctiferia
- No Return
- Non Human Level
- Outcast
- Psychedelic Witchcraft
- Reclusion
- Sarah Jezebel Deva
- Satan
- Scarve
- Skyclad
- Soilwork
- Solace
- Speed/Kill/Hate
- Submission
- Svart Crown
- Sybreed
- Symbyosis
- Thanatos
- Textures
- The Amenta
- The Eyes of a Traitor
- The Legion
- The Omega Experiment
- The Order of Apollyon
- The Red Shore
- Theory in Practice
- Tyrant
- Triumphator
- Ultra Vomit
- VELD
- Vile
- Waylander
- Zonaria